# André Fermigier
André Fermigier, né le 22 août 1923 à Paris où il est mort le 15 mai 1988, est un historien de l'art, critique et éditeur français de la seconde moitié du XXe siècle.

## Biographie
Né le 22 août 1923, reçu 9e à l'agrégation de lettres en 1946, André Fermigier enseigna, dans sa jeunesse, à Reims, à Alexandrie, à Copenhague et à Florence, où il suivit les cours de Bernard Berenson et Roberto Longhi. Il dirigea, de 1965 à 1972, la série « Art » du Livre de poche chez Hachette. Il était professeur de lettres au Lycée Janson de Sailly à Paris en 1964 et 1965 en  classe de 1ère. Il termina sa carrière en tant que professeur d'histoire de l'art à l'Université de Paris-Sorbonne.
Célèbre pour les longues chroniques d'expositions qu'il tenait dans Le Nouvel Observateur puis dans Le Monde des années 1960 aux années 1980 (compilées par Françoise Cachin dans un ouvrage publié après sa mort et intitulé La Bonne et la mauvaise peinture), héritier de la tradition littéraire française de la critique d'art, loué pour son grand talent littéraire et la finesse de ses analyses picturales, il fut également un défenseur acharné du patrimoine artistique français, notamment du XIXe siècle et en particulier du patrimoine parisien à une époque où celui-ci était fortement menacé par les projets d'urbanisme sauvage entrepris entre les années 1960 et 1970 et qui détruisirent entre autres les Halles de Victor Baltard et conduisirent à l'aménagement des quais de la Seine pour la circulation automobile. Les nombreux articles qu'il écrivit à ce sujet afin d'alerter l'opinion publique furent réunis dans un ouvrage posthume nommé La Bataille de Paris. Il défendit avec succès la gare d'Orsay, menacée de démolition, et fut l'un des premiers à suggérer, au début des années 1970, que le lieu accueille un musée consacré aux arts de la seconde moitié du XIXe siècle, ce qui advint une quinzaine d'années plus tard avec l'ouverture du musée d'Orsay. S'il admira Beaubourg, il combattit vigoureusement dans les colonnes du Monde l'érection de la pyramide de verre de l'architecte Ieoh Ming Pei dans la cour Napoléon du musée du Louvre. Il quitta son journal en 1984, se sentant désavoué par la publication d'un supplément consacré à la nouvelle pyramide et défendant ce projet architectural.
Il consacra en outre des livres à Picasso, Pierre Bonnard, qu'il admirait par-dessus tout, Toulouse-Lautrec, Courbet et Jean-François Millet.

### Vie privée
André Fermigier était homosexuel. Il meurt d'un cancer le 15 mai 1988,.

## Publications
- Picasso, Le Livre de Poche, 1969 (nouvelle édition, 1996).
- Bonnard, Éditions du Cercle d'art, 1969 (nouvelle édition, 1992).
- Toulouse-Lautrec, Hazan, 1969 (nouvelle édition, Pocket, 1992).
- Courbet, Skira, 1971 (nouvelle édition, 1994).
- Millet, Skira, 1977 (nouvelle édition, 1991).
- La Bataille de Paris. Des halles à la pyramide, Chroniques d'urbanisme choisies et présentées par François Loyer, Gallimard, 1991.
- Chroniques d'humeur, choisies et présentées par Jean-Michel Gardair, avant-propos de Pierre Nora, Gallimard, 1991  (ISBN 9782070722013).
- La bonne et la mauvaise peinture. Chroniques d'art, édition préfacée et établie par Françoise Cachin, Gallimard, 2002  (ISBN 9782070733996).